# Šar'ja
Šar'ja (anche traslitterato come Šarja, Sharja o Sharya) è una cittadina della Russia europea centrale.

## Geografia
La cittadina è situata nell'Oblast' di Kostroma, 328 chilometri a nordest del capoluogo Kostroma, sulla riva sinistra del fiume Vetluga; è capoluogo del distretto (rajon) omonimo.

## Storia
Fondata nel 1906, ottenne lo status di città nel 1938.

## Società

### Evoluzione demografica
Fonte: mojgorod.ru
- 1926: 14 300
- 1939: 14 300
- 1970: 25 800
- 1989: 27 100
- 2002: 24 900
- 2006: 24 800